# Manon Freire Giorgi
Manon Freire Giorgi (Porto Alegre, 17 de fevereiro de 1939 — São Bernardo do Campo, 20 de junho de 2012) foi uma bailarina, coreógrafa e professora de dança brasileira. Ela contribuiu fortemente para a cultura regional do Grande ABC. Em 2011, recebeu o título de "cidadã benemérita" pela prefeitura de São Bernardo do Campo.
Migrante do Rio Grande do Sul, Manon desde criança tinha aptidão para artes. Estudou dança com João Luiz Rolla, em Porto Alegre, onde formou-se em 1954. Em 1962, casou-se e, em seguida, teve três filhos.
Em 1970 foi para São Bernardo do Campo, onde fundou a Escola de Ballet Manon Freire Giorgi. No início, a sede da escola era no Salão Paroquial da Igreja Matriz da Nossa Senhora da Boa Viagem, no centro de cidade. Em 1976, a escola mudou-se para as proximidades do Paço Municipal de São Bernardo, à rua José Pelosini, nr. 77. O prédio de três andares funcionou por outros 22 anos e formou dezenas de bailarinas e bailarinos em seus cursos de danças.
Além de ballet clássico, a escola oferecia as modalidades contemporâneo, moderno, jazz, danças típicas, sapateado, anatomia do movimento e história da dança. Também fazia parte do aprendizado das alunas e alunos aulas teóricas e cursos especiais com professores convidados, como Thomas Eduardo Gutierrez (do Teatro Colón, na Argentina).
A Escola de Ballet Manon Freire Giorgi tinha tradição na cidade e seus espetáculos anuais eram aguardados pelas famílias e pelos interessados pela cultura e pela dança na região do Grande ABC, por serem grandes produções. Alguns grupos semiprofissionais foram formados na escola também, como o Grupo Cosmos. O Corpo de Baile da escola, assim como o Cosmos, participavam de muitos festivais, como o ENDA, Festival de Joinville, entre outros.  A escola fechou em 1998.